# Doliocarpus multiflorus
Doliocarpus multiflorus Standl. – gatunek rośliny z rodziny ukęślowatych (Dilleniaceae Salisb.). Występuje naturalnie na Kubie oraz na obszarze od Gwatemali przez Panamę i Kolumbię po Gujanę, Brazylię i Boliwię. 

## Morfologia
PokrójZimozielone i zdrewniałe liany.
LiścieIch blaszka liściowa ma kształt od eliptycznego do odwrotnie jajowatego. Mierzy 8–20 cm długości oraz 3–10 cm szerokości, jest piłkowana na brzegu, ma ostro zakończoną nasadę i spiczasty wierzchołek. Ogonek liściowy jest owłosiony i osiąga 1–3 cm długości.
KwiatyZebrane po 2–6 w pęczki, rozwijają się w kątach pędów. Działki kielicha mają owalny kształt i mierzą do 5–6 mm długości. Płatki mają odwrotnie jajowaty kształt i białą barwę, dorastają do 3–4 mm długości. Pręcików jest od 50 do 80.
OwoceMają niemal kulisty kształt, osiągają 12 mm średnicy.

## Biologia i ekologia
Rośnie w lasach. Występuje na wysokości do 900 m n.p.m. Kwitnie od lutego do marca.